# جونگ دونگ هوان
جونگ دونگ-هوان (کره‌ای: 정동환؛ زادهٔ ۵ اوت ۱۹۴۹) بازیگر اهل کره جنوبی است. جونگ حرفهٔ خود در دههٔ ۱۹۸۰ در تئاتر و پس از آن در سینمای کره، به عنوان نقش اصلی در اواخر پاییز (۱۹۸۲) و آثار دیگر آغاز کرد. پس از آن او اغلب در مجموعه‌های تلویزیونی حضور پیدا کرد که از نقش‌های قابل توجه او می‌توان به ایستگاه آخر (۱۹۸۷)، سه نسل کیم (۱۹۹۸) و دریاسالار جاوید یی سون شین (۲۰۰۴) اشاره کرد.